# Кулик Ілля Олександрович (Герой Радянського Союзу)
Ілля Олександрович Кулик (нар. 2 серпня 1924, Херсон — пом. 29 листопада 1942) — керівник херсонської підпільної молодіжної організації «Патріот Батьківщини» під час німецько-радянської війни. Герой Радянського Союзу.

## Біографія
Народився 2 серпня 1924 року в Херсоні в сім'ї робітника. Член ВЛКСМ з 1939 року. У 1941 році закінчив херсонську середню школу № 27, був секретарем шкільної комсомольської організації, членом міськкому комсомолу. З початком німецько-радянської війни опинився на окупованій німцями території. Разом з товаришами робив запаси зброї, а в грудні 1941 року створив підпільну організацію, яка впродовж 1942 року займалась диверсійною роботою, звіляняла радянських військовополонених, друкувала та розповсюджувала агітаційні листівки з призивами боротьби з окупантами.
29 жовтня 1942 року розстріляв автомобіль з представниками Третього Рейху, за що за його голову окупаційна влада встановила винагороду в 10 тисяч марок. Двічі його заарештовували і двічі йому вдавалося втекти. 29 листопада 1942 року каральний загін СД оточив будинок, де переховувався підпільник. Відстрілюючись та не бажаючи здаватися живим, останньою кулею застрелив себе.

## Вшанування пам'яті
- За героїзм та мужність, які  Ілля Кулик проявив у боротьбі проти ворога, 8 травня 1965 року реокупаційною радянською владою було надано звання Героя Радянського Союзу посмертно.
- Ім'ям Кулика представники місцевої радянської влади з ідеологічних міркувань назвали школу, де він навчався, та одну з вулиць Херсона.
- В парку «Херсонська фортеця» в 1966 році представниками місцевої радянської влади Кулику було встановлено гранітне погруддя (автори: скульптор М. Б. Писанко, архітектор — Ю. А. Васильченко)[1].